# 索尔陶
索尔陶（德語：Soltau，發音：[ˈzɔltaʊ] ⓘ）是德国下萨克森州海德县的城市，曾是索尔陶县的县治，面积203.77平方千米，2023年12月31日人口为22,040人。

## 友好城市
- 美国 科尔德沃特（1971年
- 法國 拉昂（1972年）
- 德国 阿尔特马克地区奥斯特堡（1991年）
- 波蘭 梅希利布日（1997年）
- 波蘭 綠山城（1997年）